# Брукингский институт
Брукингский институт (Brookings Institution) — исследовательский институт в США, основанный в 1916 году.
Находится в г. Вашингтон.
Один из важнейших аналитических центров (think tank), специализируется на общественных науках, муниципальном управлении, внешней политике и мировой экономике. C 2004 года президентом института является Строуб Тэлботт, бывший заместитель государственного секретаря США. С ноября 2017 года Джон Р. Аллен вступил в должность президента института, совсем недавно занимая пост председателя Совета безопасности и стратегии и выдающегося сотрудника программы внешней политики в Брукингсе.

## История
Организация основана в 1916 году американским бизнесменом Робертом Брукингсом под названием «Институт правительственных исследований» (Institute for Government Research). В 1927 году она была объединена с двумя другими организациями Institute of Economics и Robert Brookings Graduate School (также финансировавшимися Брукингсом), получив современное название.
В период Великой депрессии в США в 1930-х годах институт подвергал критике политику «нового курса» Франклина Рузвельта. После окончания Второй мировой войны участвует в разработке программы восстановления Европы и плана Маршалла.
В 2002 году новым президентом института стал Строуб Тэлботт, бывший заместитель госсекретаря США в период президентства Билла Клинтона и сосед Клинтона по комнате во время учёбы в Оксфордском университете. В административном совете института работали Джон Торнтон, бывший президент Goldman Sachs, и Тереза Хайнц, жена Джона Керри.
На конец 2004 года институт располагал активами в 258 млн долл., потратив 39,7 млн в этом году. Согласно финансовому отчёту института, крупнейшими спонсорами в 2004 году являлись Pew Charitable Trusts, Фонд Макартуров, Корпорация Карнеги, а также правительства США, Японии и Великобритании.

## Деятельность
- В 2003 году вышла книга сотрудников института Фионы Хилл и Клиффорда Гэдди «Сибирское проклятье», в которой авторы утверждают, что из-за низких температур производство на территории Сибири нерентабельно и затраты на жизнеобеспечение сибирских городов неоправданно высоки. Согласно рекомендациям авторов, следует переселить часть населения сибирских регионов, которое называется «избыточным», а работы на территории вести вахтовым методом. Книга получила неоднозначную оценку. Положительные отзывы оставили разработчик концепции «шоковой терапии» в России Джеффри Сакс, бывший член Совета по национальной безопасности США Ричард Пайпс, бывший помощник президента США по национальной безопасности Збигнев Бжезинский. С другой стороны, ряд авторов в России критически отозвались о книге.[6][7][8]
- В 2006 году сотрудники института Клиффорд Гэдди и Игорь Юрьевич Данченко обвинили Путина в плагиате при написании диссертации на соискание учёной степени кандидата экономических наук. Сообщение получило широкую огласку в СМИ[9][10][11].
- После вступления Барака Обамы на пост президента США в 2009 году, многие сотрудники института перешли на высокопоставленные должности в его администрацию и Госдеп США.
- 5 января 2009 года Университет Пенсильвании представил первый глобальный рейтинг экспертно-аналитических центров мира — The Think Tank Index, составленный на основе опроса нескольких тысяч учёных и экспертов, которые оценивали результаты работы этих организаций. На первое место составители рейтинга поставили Институт Брукингса, как лучший исследовательский центр мира и лучший в США. В целом, на звание лучшего исследовательского центра мира претендовали 407 организаций.[12]
- 13 апреля 2010 года Президент России Дмитрий Медведев выступил в Брукингском институте с речью о российско-американских отношениях и российском видении международных отношений.[13]
- В январе 2018 года по данным Института Лодера Университета Пенсильвании под руководством доктора Дж. Макганна Институт Брукингса в 9-й раз из 10 возглавил Рейтинг лучших мозговых центров мира, лишь 1 раз уступив звание Лучшего информационно-аналитического центра Chatam House в 2016 году.

## Известные ученые
Среди известных ученых Брукингского института бывшие председатели Федеральной резервной системы Джанет Йеллен и Бен Бернанке, бывшие заместители председателя Федеральной резервной системы Дональда Кон Элис Ривлин, и Алан Блиндера, бывшие председатели Совета экономических консультантов (CEA) Джейсон Фурман и Мартин Нейл Бэйл, бывшие члены CEA Сандра Блэк Джей Шамбо и Джеймс Х.Сток, декан Школы публичной политики имени Джеральда Р. Форда Мичиганского университета Сьюзан М. Коллинз, бывший директор Управления Конгресса США по бюджету Дуглас Элмендорф, бывший помощник госсекретаря Мартин С. Индик, бывший министр образования США Арне Дункан, бывший Председатель Федеральной комиссии по связи США Том Уилер, обозреватель «Вашингтон пост» Э. Дж. Дионн, обозреватель Wall Street Journal Уильям Гэлстон.

## Критика
Stephen Biddle подмечал, что «ценность серии статей Брукингского института всегда заключалась в том, чтобы начинать дебаты, а не заканчивать их".